# カネミ油症事件

PCBが混入した脱臭塔の模式図
ライスオイルの脱臭過程で熱媒体として使用されていたカネクロール (PCB) が配管より漏洩し、ライスオイルに混入した。

カネミ油症事件（カネミゆしょうじけん）とは、1968年（昭和43年）、カネミ倉庫が製造する食用油にポリ塩化ビフェニル（PCB）などのダイオキシン類が製造過程で混入し、その食用油（「カネミライスオイル」と呼ばれた）を摂取した人々やその胎児に障害などが発生した、西日本一帯における食中毒事件である。

## 概要
福岡県北九州市小倉北区（事件発生当時は小倉区）にあるカネミ倉庫株式会社で作られた食用油（こめ油・米糠油）「カネミライスオイル」の製造過程で、脱臭のために熱媒体として使用されていたPCB（ポリ塩化ビフェニル）が、配管作業ミスで配管部から漏れて混入し、これが加熱されてダイオキシンに変化した。このダイオキシンを油を通して摂取した人々に、顔面などへの色素沈着や塩素挫瘡（クロロアクネ）など肌の異常、頭痛、手足のしびれ、肝機能障害などを引き起こした。
カネミ倉庫は、油にダイオキシン類が含まれていることを知ったあとも汚染油を再精製して売り続けた結果、工場のあった福岡と再精製油が売られた長崎にさらなる被害をもたらした。摂取した患者は現在まで長きにわたり、さまざまな後遺症に悩まされている。とりわけ妊娠していた女性患者から全身が真っ黒の胎児が産まれ、2週間ほどで死亡するという事件が発生したことは、社会に大きな衝撃を与え、学界でも国際会議で「YUSHO」と呼称されるなど、世界的な関心を集めた。

## 経緯
- 1954年（昭和29年）4月 : 鐘淵化学工業（現・カネカ）高砂工業所で「カネクロール」 (PCB) の製造を開始する[10][11]。
- 1961年（昭和36年）4月29日 : 小倉市のカネミ倉庫が、三和油脂より脱臭装置を導入し、米ぬか精製装置を導入して米ぬか精製油の製造を開始する[10][11]。カネミ倉庫が、鐘淵化学工業の勧めによりPCBの熱媒体利用を始める。
- 1963年（昭和38年） : このころから北九州・飯塚市など各地で患者に症状が出始める[10]。
- 1968年（昭和43年）
  - 1月31日 : カネミ倉庫製油工場で6号脱臭缶（旧2号脱臭缶）の試運転を開始した[10]。
  - 2月中旬 : 西日本各地でカネミ倉庫製の「ダーク油」を添加した配合飼料を与えられた鶏40万羽が変死[12][11]、産卵の急激な低下（207万羽）などが多発した[10]（ダーク油事件）。[13]
  - 2月下旬 : 福岡県農政部、県下家畜保健衛生所に、東急エビス産業、林兼産業が製造した飼料のうち、カネミ倉庫製ダーク油を使用した銘柄の給与中止を命令する[10]。
  - 3月18日 : 農林省（現・農林水産省）福岡肥飼料検査所が九州・山口の各県に特定飼料の使用停止と回収を指示する[10]。
  - 3月22日 : 福岡肥飼料検査所飼料課長の矢幅雄二らがダーク油事件の件で、カネミ倉庫本社工場で実態調査を実施する[10]。
  - 3月ごろから西日本一帯で、ニキビ状の吹出物が体中にできる奇妙な皮膚炎にかかる人が続出した。
  - 6月7日 : 九州大学病院皮膚科で、3歳の女児が痤瘡（にきび）様皮疹と診断され、8月には女児の家族全員が同様の症状となって受診した[14]。
  - 6月14日 : 農林省家畜衛生試験場が福岡肥飼料検査所に病性鑑定回答書を提出し「油脂そのものの変質による中毒と考察される」と記載する[10]。
  - 8月15日 : 九州大学講師の五島応安、患者に「ライスオイルが共通」と説明する[10]。
  - 8月19日 : 厚生省予防衛生研究所（現・国立感染症研究所）の俣野景紀典が、農水省流通飼料課にダーク油の提供依頼を拒否され、厚生省食品衛生課長補佐の杉山太幹に精製油の注意を促す[10]。
  - 9月7日 : 第26回日本皮膚科学会大分地方会で九州大学の都外川幸雄らが報告する[10]。
  - 10月3日 : 患者の1人が「奇病が集団発生している」と福岡県大牟田保健所に訴え、使用中のカネミライスオイルを提出、分析を依頼する。
  - 10月10日 : 『朝日新聞』が同日の夕刊で報道[15]。
  - 10月11日 : 福岡県衛生部は九州大学病院に職員を派遣し、調査を開始。北九州市衛生局は同日にカネミ倉庫に立ち入り調査を実施し、サンプルを採取して九大に分析を依頼した[16]。
  - 10月15日 : 厚生省が大阪以西の各府県に米ぬか油販売停止と患者の報告を指示する[10]。
  - 10月18日 : 九州大学が医学部に油症外来を開設して集団検診を始める[16]。
  - 10月19日 : 九州大学油症研究班が、油症患者皮膚症状に重点をおいた診断基準を決定し発表する[10]。
  - 10月24日 : 北九州市で油症の母親が黒褐色の赤ちゃんを死産する[10]。
  - 10月27日 : 国立衛生研究所がカネミライスオイルから多量の塩素を検出する[10]。
  - 11月4日 : 油症研究班が、カネミ油に含まれた有機塩素化合物のガスクロマトグラフのパターンが、鐘淵化学のPCB製品・カネクロール400のパターンと一致することを証明した[16][17]。
- 1969年（昭和44年）
  - 3月20日 : 長崎県が「油症関係資料」を取りまとめ、油症の総括および、五島玉之浦町地区や五島奈留島地区の被害者を状況を記録した[18]。
  - 5月31日 : 北九州市がカネミ倉庫の営業を再開させる。
  - 6月 : 北九州市が厚生省に「回収油の精製後の販売先および数量」などを報告した[19]。
  - 11月 : カネミ倉庫が北九州市小倉保健所に、食品衛生法第4条該当により廃棄を命じたカネミ油（廃棄分）503ドラムを販売したことを報告した[20]。
- 1971年（昭和46年） ： 専門誌『産科と婦人科』8月号に、患者の性機能に関する報告が掲載された。経血が茶褐色に汚くなったことや性ステロイド（性ホルモン）の減少が見られることを踏まえ、「PCB中毒はあらゆる意味で女性性機能を障害すると考えざるを得ない」とまとめている。
- 1972年（昭和47年） : 『福岡医学雑誌』63巻10号には、「PCBは単独では女性ホルモン様作用を発揮しないが、エストラジオール（estradiol）と共存すればその作用を増強する」と報告されている[21]。
- 1972年（昭和47年） : 通産省の行政指導によりPCBの製造中止および回収を指示する。
  - 9月23日 : 紙野トシエ、紙野柳蔵ら無期限で座り込みに入る。
  - 10月26日：油症診断基準改定。
- 1973年（昭和48年） : 「化学物質の審査及び製造等の規制に関する法律（化審法）」が施行される。
- 1975年（昭和50年） : 九州大学農学部教授の稲神馨、助教授の長山淳哉[注釈 2]らの研究により、ダイオキシン類のポリ塩化ジベンゾフラン (PCDF) が事件に関係していることが判明した。
- 1976年（昭和51年）6月14日 : 油症診断基準にPCQ濃度が追補される[13]。
- 1978年（昭和53年）12月1日 : 兵庫県高砂市の鐘淵化学工業の排水路である大木曽水路のPCB汚泥処理工事に着工する。
- 1979年（昭和54年） : 台湾で米ぬか油による中毒が発生し、患者が1000人以上と発表される（台湾油症）。
- 1987年（昭和62年） : カネミ倉庫が、300リットルの油を引き取ったことを北九州市衛生局長に報告した[22]。[何の?]
- 1988年（昭和63年）6月16日 : 油症研究班総会で、PCDFが油症の主原因と報告される。
- 2002年（平成14年） : 当時の厚生労働大臣だった坂口力が「カネミ油症の原因物質はPCBよりもPCDFの可能性が強い」と認めた。発症の原因物質はPCDFおよびCo-PCBであると確実視されており、発症因子としての役割は前者が85パーセント、後者が15パーセントとされている。
- 2004年（平成16年）9月29日 : 油症診断基準に、症状の変化ならびに分析技術の進歩に伴いPeCDF値を追補される[13]。

## 被害認定状況
日本全国でおよそ1万4000人が被害を訴えたが、認定患者数は2018年度末時点で2389人と、5％程度しか認定されておらず非常に少ない。うち、相当数がすでに死亡している。家族が同じものを食べて被害にあったにもかかわらず、家族のうち1人だけが被害者に認定されるケースもあるなど、認定の基準が被害者には曖昧なものであった。認定患者数は2022年末時点で2367人。
2004年9月29日、厚生労働省の所管組織である国の「油症治療研究班（九州大学医学部を中心とする研究グループ）」は、新たに血液中のダイオキシン濃度を検査項目に加えた新認定基準を発表した。また、自然界では、ダイオキシンに曝露したことの影響と見られる生殖器官の異常など動物の奇形も見られるが、直接の被害者が男性の場合、精子など遺伝子へのダイオキシン類による被害があっても、親から子へと胎内を通じて直接子孫に影響があると考えられる女性と違い、血中のダイオキシン濃度測定だけでは、世代を超えた影響は関知しえないという問題もある。

## 裁判

### 民事
1970年、被害者らは食用油を製造したカネミ倉庫・PCBを製造した鐘淵化学工業（鐘化、現・カネカ）・国の3者を相手取って賠償請求訴訟を起こした。カネミ側の代理人は日本弁護士会理事、福岡県弁護士会副会長、九州弁護士連合会理事長などを歴任した弁護士清原雅彦が担当した。
1977年10月5日、福岡民事第一審判決で、原告がカネミ倉庫、鐘化にほぼ全面勝訴する。
二審では被害者側が国に勝訴し、約830人が仮払いの賠償金約27億円を受け取ったが、最高裁では逆転敗訴の可能性が強まったため、被害者側は訴えを取り下げた。この結果、被害者らには先に受け取った仮払いの賠償金の返還義務が生じることになったが、すでに生活費として使ってしまっていたケースも多く、返還に窮した被害者の中からは自殺者も出るに至った。なお、鐘化は仮払い金の返還を請求する権利を有していたが、被害者らが鐘化に責任がないことを認める代償として、仮払い金の返還請求権を行使しないという内容で和解に至った。
提訴は、関係者の思惑から全国統一訴訟団と油症福岡訴訟団に分かれて提起された。全国統一訴訟は国を相手にしていたが、福岡訴訟団は時間節約を目的として国を外し、鐘化とカネミ倉庫を相手とした。和解終結後の認定患者に対しては、カネミ倉庫は訴訟患者の和解条件と同様の取り扱いをしているが、医療費自己負担分の支払い、一律23万円の一時金、死亡時3万円の葬祭料の支払い。鐘化は新規認定患者約80人に対しては和解金300万円を支払っていない。理由として訴訟時に原告であった人だけを対象として鐘化に責任はないとする条件で和解したため、その後の認定患者への責任はないとしている。
2008年5月、｢カネミ油症新認定訴訟｣を福岡地裁小倉支部に提出するが、カネミ倉庫（株）の製造・販売した過失を認め、原告らがカネミ汚染油を摂取したためにカネミ油症に罹患したと認めながら、「除斥期間により権利が消滅している」として、原告全員の請求を棄却した。原告は控訴していたが、福岡高裁は2014年2月24日、一審判決を支持しこれを棄却。2015年6月2日に最高裁第三小法廷（木内道祥裁判長）が上告を棄却し、判決が確定した。

### 刑事
1970年3月24日、当時の社長・加藤三之輔と男性工場長が業務上過失傷害容疑で福岡地検小倉支部に告訴され、刑事裁判が行われた。裁判で社長は無罪判決を受け、1978年3月24日に判決が確定したが、工場長は禁錮1年6か月の実刑判決を受け福岡高裁に控訴、1982年1月25日に判決が確定し、服役した。

## 仮払金返還問題
1996年6月、九州農政局は原告患者本人だけでなく患者の子まで相続人も含めて、一人当たり約300万円、総額27億円の仮払金の返済督促状を送付した。

## 現状
発生から年数が経過し、特に首都圏などの東日本で事件の風化が進んでいたが、2004年の認定基準の見直しなどもあり、事件が再び注目を集めることとなった。仮払金の返還問題についても、特例法による国の債権放棄など、被害者救済に向けた検討が与野党で始まっている。ただ、なお残る健康被害、被害者への差別・偏見など、問題は多く残されている。
被害者の検査は定期的に行われているが、具体的な治療法が発見されておらず、認定者の高齢化も相まって、検査に訪れる人は年々少なくなっている。またPCBは内分泌攪乱化学物質の疑いがあるため、被害者の子や孫にも実質的に被害が及んでいる可能性があるが、被害者の認定が曖昧なため（先述）、実質どの程度影響しているのか調査も進んでいない。
こうした状況を受け、カネミ油症事件関係仮払金返還債権の免除についての特例に関する法律（カネミ油症事件仮払金返還債権免除特例法、平成19年法律第81号）が2007年通常国会で可決され、成立した。その結果、一定の収入基準以下の被害者に対する仮払金返還請求を国が放棄し、仮払金問題は一応決着するに至った。そのほか国が2008年1回に限り、油症の定期健康診断を受けた患者に対し、20万円の健康管理手当を支給することが決定した。
しかし、カネミ倉庫の棚上げになっている500万円の未払い補償金問題が残っている。これは「医療費自己負担分の支払いをカネミ倉庫が続ける限り、500万円の和解金に関しては強制執行等を行わない」として和解したため、カネミ倉庫からは一律23万円の一時金しか支払いがなされていないためである。
現状において、カネミ倉庫が医療費自己負担分の支払い原資としているのは、農林水産省から預託された政府保管米の預託料の年間約2億円で、うち約6000万円程度が医療費支払いに充てられている。福岡県と長崎県の場合、被害者の多い地区では油症患者医療券を窓口で提示すれば、一部の医療機関では自己負担分の支払いなしで受診可能である。しかし、それ以外の地区ではいったん自己負担したあとに領収書を郵送し、後日（1か月後）ゆうちょ銀行口座に振り込まれるようになっている。
1970年の三者合意によって、カネミ倉庫に対して政府保管米を随意契約によって預託し、その保管料年間2億円によって被害者の医療費助成が行われていたが、2010年9月をもって政府はその契約を政府保管米事業の民間委託に伴い解除した。2011年以降、米の入庫が行われなくなったため、被害者の間で医療費の支払いに関して不安が広がっていた。同年秋、農水省は政府保管米事業の業務委託契約を一部変更し、「必要な場合には預け先を指定できる」とする内容に変更し、カネミ倉庫への政府保管米預け入れ業務が再開された。
1996年6月、農林水産省九州農政局がカネミ油症被害者に仮払金の返還について督促状を送付する。
2002年6月29日、カネミ油症被害者支援センターが設立される。
2005年12月2日、保田行雄弁護士らが「カネミ油症事件に対する人権救済申立書」を日本弁護士連合会人権援護委員会に提出する。
2006年4月17日、日本弁護士連合会が、油症被害者の人権救済について国やカネカなどに勧告書などを提出する。
2008年、長崎県五島市でカネミ油症40年イベントが開催され、「回復への祈り カネミ油症40年記念誌」が発行される。
2009年、カネミ油症被害者支援センターが第23回東京弁護士会人権賞受賞。
2011年、「カネミ油症被害者恒久救済に関する請願」署名3万3592筆を国会に提出。
2012年8月29日、カネミ油症患者に関する施策の総合的な推進に関する法律案が参議院本会議で可決成立し、同年9月5日にカネミ油症患者に関する施策の総合的な推進に関する法律（カネミ油症救済法、平成24年法律第82号）として公布・施行された。内容は
- 国が年1回行う認定患者および同居家族への健康調査に対する協力費名目で、年間19万円を支給すること
- 国はカネミ倉庫の経営支援として、委託している備蓄米の保管量を増やし、代わりにカネミ側が未払いの一時金（年5万円）を認定患者に支払うこと

などとなっている。ただし、すでに死亡している患者に対する救済策はなく、カネミ倉庫が支払う和解金の一部支払金（年5万円）も対象外である。
カネミ側は「和解金の一部を支払う」としているが、年間5万円の支払いの場合、元金の500万円の返済完了は2113年で、金利を入れた場合は2223年以降にずれ込むとみられる。
2013年6月19日、第1回の三者（被害者・国・カネミ倉庫）協議会が開催される。8月25日にはカネミ油症五島の会事務局長の宿輪敏子が、ダイオキシン国際会議において、元ベトナム戦争枯葉剤被害者兵士とともに被害を訴える。
台湾油症事件では、PCBとダイオキシン類の毒性の遺伝を認め、台湾油症認定された母から生まれた子は油症認定されるが、日本のカネミ油症事件では油症二世を認定していないため、症状が出ても認定基準値に達していないと認定されない。
2018年10月26日、油症被害者の13団体、カネミ油症被害者支援センター（YSC、東京）、および高砂共催市民の会は、カネミ油症の原因物質ポリ塩化ビフェニル (PCB) を過去に製造したカネカ高砂工業所（兵庫県高砂市）に、製造責任などについて対話する機会を設けることなどを求める要望書を提出しようとした。11月17日、発症50周年にあたり長崎県五島市で犠牲者の追悼式および、教訓を考える記念行事「油症の経験を未来につなぐ集い」が、カネミ油症事件発生50年事業実行委員会（会長・下田守下関市立大名誉教授）によって行われた。
五島市福江総合福祉保健センターには、カネミ油症コーナーが開設されている。

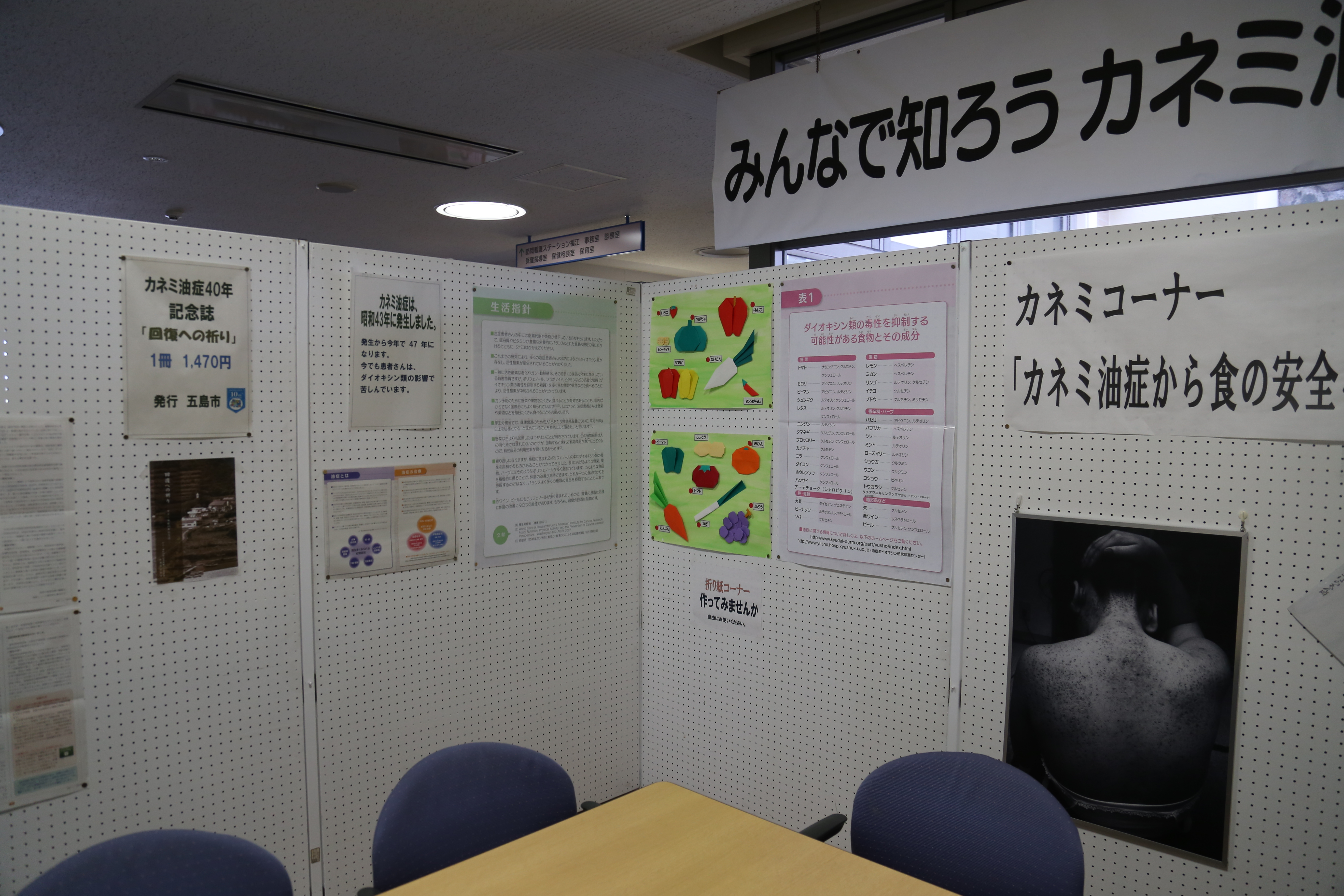
福江総合福祉保健センターのカネミ油症コーナー

## 被害者団体
関西を中心に被害者団体が存在し、国やカネミ倉庫との三者協議や集会に参加している。
- 油症被害者関西連絡会（大阪府・兵庫県等）
- カネミ油症被害者五島市の会（長崎県五島市）
- 長崎市油症患者の会（長崎市）
- 長崎県本土地区油症被害者の会（長崎県）
- 油症医療恒久救済対策協議会（福岡県）
- 田川被害者の会（福岡県田川市等）
- カネミ油症被害者福岡地区の会（福岡県）
- カネミ油症新認定訴訟原告団（福岡県）
- 北九州カネミ油症被害者の会（福岡県）
- 広島油症被害者の会（広島県）
- 広島県カネミ油症被害者の会（広島県）
- カネミ油症被害者高知連絡会（高知県）
- カネミ油症関東連絡会